# يو إف سي على فوكس: لولر ضد دوس أنجوس
يو إف سي على فوكس: لولر ضد دوس أنجوس (بالإنجليزية: UFC on Fox: Lawler vs. dos Anjos)‏ هو حدث لفنون القتال المختلطة نظمته يو إف سي، أُقيم في 16 ديسمبر 2017، على مركز كندا لايف في وينيبيغ، مانيتوبا، كندا.